# Ginnastica ai Giochi della XXVIII Olimpiade - Trave

## Finale
| Posiz | Ginnasta                    | Valore Partenza | Brasile (bandiera) | Argentina (bandiera) | Uzbekistan (bandiera) | Finlandia (bandiera) | Slovenia (bandiera) | Francia (bandiera) | Penalità | Totale |
| ----- | --------------------------- | --------------- | ------------------ | -------------------- | --------------------- | -------------------- | ------------------- | ------------------ | -------- | ------ |
|       | Cătălina Ponor Romania      | 10.00           | 9.80               | 9.80                 | 9.80                  | 9.75                 | 9.75                | 9.80               | —        | 9.787  |
|       | Carly Patterson Stati Uniti | 10.00           | 9.80               | 9.75                 | 9.80                  | 9.75                 | 9.75                | 9.80               | —        | 9.775  |
|       | Alexandra Eremia Romania    | 10.00           | 9.70               | 9.70                 | 9.70                  | 9.65                 | 9.70                | 9.70               | —        | 9.700  |
| 4     | Anna Pavlova Russia         | 10.00           | 9.55               | 9.65                 | 9.70                  | 9.55                 | 9.50                | 9.60               | —        | 9.587  |
| 5     | Courtney Kupets Stati Uniti | 9.80            | 9.40               | 9.50                 | 9.30                  | 9.25                 | 9.35                | 9.45               | —        | 9.375  |
| 6     | Zhang Nan Cina              | 9.90            | 9.25               | 9.25                 | 9.25                  | 9.20                 | 9.20                | 9.25               | —        | 9.237  |
| 7     | Li Ya Cina                  | 9.80            | 9.05               | 9.10                 | 9.05                  | 9.05                 | 8.90                | 9.05               | —        | 9.050  |
| 8     | Allana Slater Australia     | 9.70            | 8.75               | 8.75                 | 8.75                  | 8.75                 | 8.75                | 8.70               | —        | 8.750  |